# Добржанский, Владимир Александрович
Влади́мир Алекса́ндрович Добржа́нский (27 февраля 1867 — 23 июля 1944) — русский военачальник, генерал-майор. Участник Русско-японской войны и Первой мировой войны. Командующий 3-м Сибирским стрелковым полком (1915) и 169-й пехотной дивизией (1917).
Кавалер ордена Святого Георгия 4-й степени (1915) и Георгиевского оружия (1915).

## Биография
Владимир Александрович Добржанский родился 27 февраля 1867 года в многодетной семье. Православный. Родители: отставной капитан, а на 1897 год бывший смотритель Владимир-Волынской Городской больницы, титулярный советник Александр Афанасьевич Добржанский (1838 — ?) и преподавательница танцев Житомирской женской гимназии, дочь коллежского асессора Ольга Александровна урожд. Деминская.
После окончания Ярославской военной прогимназии в 1893 году вступил в службу. Окончил Киевское пехотное юнкерское училище, из которого был выпущен в 127-й пехотный Путивльский полк. Последовательно присваивались чины подпоручика (1888), поручика (1892), штабс-капитана (1900).
Принял участие в Китайской походе русской армии 1900—1901 года. В 1901 году присвоен чин капитана. Командовал ротой и батальоном.
Участник Русско-японской войны, в которой был ранен. В 1904 году присвоен чин подполковника.
В 1910 году присвоен чин полковника. Перед началом Первой мировой войны находился в 9-м Сибирском стрелковом полку.
Участник Первой мировой войны. В 1914 году присвоен чин генерал-майора. 3-й Сибирский стрелковый полк под его командованием 13 февраля 1915 г. захватил германское знамя. Летом и осенью 1915 года командовал 3-м Сибирским стрелковым полком. С февраля 1916 года — командир бригады 31-й пехотной дивизии. С февраля по август 1917 года — командующий 169-й пехотной дивизией.
В 1930-х гг. проживал в Белграде. Умер 23 июля (5 августа) 1944 г.

## Награды
- Орден Святой Анны 4-й степени (1901)
- Орден Святого Станислава 3-й степени с мечами и бантом (1901)
- Орден Святой Анны 3-й степени с мечами и бантом (1904)
- Орден Святого Владимира 4-й степени с мечами и бантом (1904)
- Орден Святой Анны 2-й степени (1910)
- Георгиевское оружие (1915)
- Орден Святого Георгия 4-й степени (1915)